# Tjärby landskommun
Tjärby landskommun var en tidigare kommun i Hallands län.

## Administrativ historik
När 1862 års kommunalförordningar trädde i kraft inrättades i Sverige cirka 2 500 kommuner. Huvuddelen av dessa var landskommuner (baserade på den äldre sockenindelningen), vartill kom 89 städer och åtta köpingar. Då inrättades i Tjärby socken i Höks härad i Halland denna kommun.
Vid kommunreformen 1952 uppgick denna landskommun i Veinge landskommun som senare 1974 uppgick i Laholms kommun.

## Politik

### Mandatfördelning i Tjärby landskommun 1938-1946
| 12 | 8 |

| 20 |

| 13 | 7 |

| 19 |

| 12 | 2 | 6 |

| 17 | 3 |